# Koruna
Koruna (niem. Ringelkoppe) – szczyt (769 m n.p.m.) w Czechach w czeskiej części Gór Stołowych (Broumovska vrchovina) w Broumowskich Ścianach (Broumovské stěny)
Wzniesienie położone jest po zachodniej stronie od Božanova na obszarze Czech w granicach czeskiego parku narodowego (Narodni Přírodní Rezervace Broumovské Stěny) w czeskiej części Gór Stołowych (Broumovska vrchovina) w południowo-wschodniej części Broumovskich Ścianach (Broumovské stěny), stanowiących czeską część Gór Stołowych, około 6,0 km na północny zachód od Radkowa.
Jest to góra o charakterystycznym kształcie i zboczach przechodzących w pionowe ściany z wyraźną częścią szczytową jest drugim co do wysokości wzniesieniem Broumovskich Ścian. Położone jest na rozciągniętej wierzchowinie szczytowej, zbudowanej z górnokredowych piaskowców ciosowych, która rozciąga się poziomo w kierunku północno-zachodnim, w stronę wzniesienia Velká kupa, w pozostałych kierunkach opada pionowymi wielometrowej wysokości ścianami, które w niższych partiach przechodzą w strome zbocza, porośnięte lasem regla dolnego.
Mimo niewielkiej wysokości bezwzględnej wzniesienie widoczne jest z daleka jako masyw porośnięty lasem. Piaskowcowa powierzchnia szczytu jest zwietrzała, popękana i poprzecinana małymi szczelinami skalnymi. Na szczycie na skałach położony jest punkt widokowy, z którego rozciąga się panorama na okolice Broumova, Góry Suche, Obniżenie Ścinawki, Góry Stołowe ze Szczelińcem i Błędnymi Skałami.